# Uromys anak
Uromys anak är en däggdjursart som beskrevs av Thomas 1907. Uromys anak ingår i släktet nakensvansade råttor och familjen råttdjur. Inga underarter finns listade.

## Utseende
Arten är med en kroppslängd (huvud och bål) av 22 till 33,5 cm, en svanslängd av 22,8 till 40 cm och en vikt av 0,45 till 1,02 kg ett stort råttdjur. Den har 6,1 till 7,6 cm långa bakfötter och 1,6 till 2,7 cm stora öron. Den långa och grova pälsen på ovansidan består främst av långa mörka täckhår vad som ger en svartaktig grundfärg. I ovansidans päls är gråbruna hår inblandade som ofta har rödbruna eller gulorange nyanser så att pälsfärgen blir lite ljusare. Flera exemplar har en längsgående mörk strimma på ryggens topp men strimman är oftast otydlig. Beroende på exemplar är undersidans päls ljusbrun eller vitaktig. De svarta fötterna är på ovansidan täckta med hår. Tårna och fotsulorna har allmänt en lite ljusare färg. Huvudet kännetecknas av avrundade nakna öron som är svartrosa. Dessutom förekommer tjocka svarta morrhår. Med undantag av några få ljusare fläckar är svansen enhetlig svartbrun. Honans fyra spenar ligger vid ljumsken.

## Utbredning
Denna gnagare förekommer i Nya Guineas centrala och östra bergstrakter. Den vistas där mellan 850 och 3000 meter över havet. Habitatet utgörs främst av tropiska regnskogar. 

## Ekologi
Individerna vilar i trädens håligheter eller i grottor. Vid viloplatsen finns flockar med upp till 12 medlemmar. Per kull föds upp till fyra ungar.
Nästet kan även ligga i epifyter eller i träd av släktet Pandanus. Detta råttdjur har bland annat nötter av växter från släktena Pandanus och Homalanthus som föda. Antagligen äts även andra växtdelar. Uromys anak är aggressiv vid störningar. Den har hotande läten och den biter inkräktaren vid behov. Fortplantningssättet är nästan okänt. En hona med fyra ungar hittades i augusti och en annan hona var i juli nästan vuxen.

## Bevarandestatus
Uromys anak jagas för köttets skull. I begränsade områden försvann nästan hela populationen. I andra regionen påverkades beståndet inte av jakten. Flera naturskyddsområden som Lorentz nationalpark inrättades i utbredningsområdet. Denna gnagare påträffas ganska sällan men hela populationen antas vara stor. IUCN kategoriserar arten globalt som livskraftig.